# Cryptochilus luteus
Cryptochilus luteus är en orkidéart som beskrevs av John Lindley. Cryptochilus luteus ingår i släktet Cryptochilus, och familjen orkidéer. Inga underarter finns listade i Catalogue of Life.